# Clerodendrum bracteatum
Clerodendrum bracteatum là một loài thực vật có hoa trong họ Hoa môi. Loài này được Wall. ex Walp. mô tả khoa học đầu tiên năm 1845.